# Elias Lönnrot
Elias Lönnrot (Sammatti, 9 aprile 1802 – Sammatti, 19 marzo 1884) è stato un filologo, medico e botanico finlandese.
Divenne celebre per la sua raccolta di miti finlandesi dai quali compose l'epopea finlandese Kalevala.

## Biografia

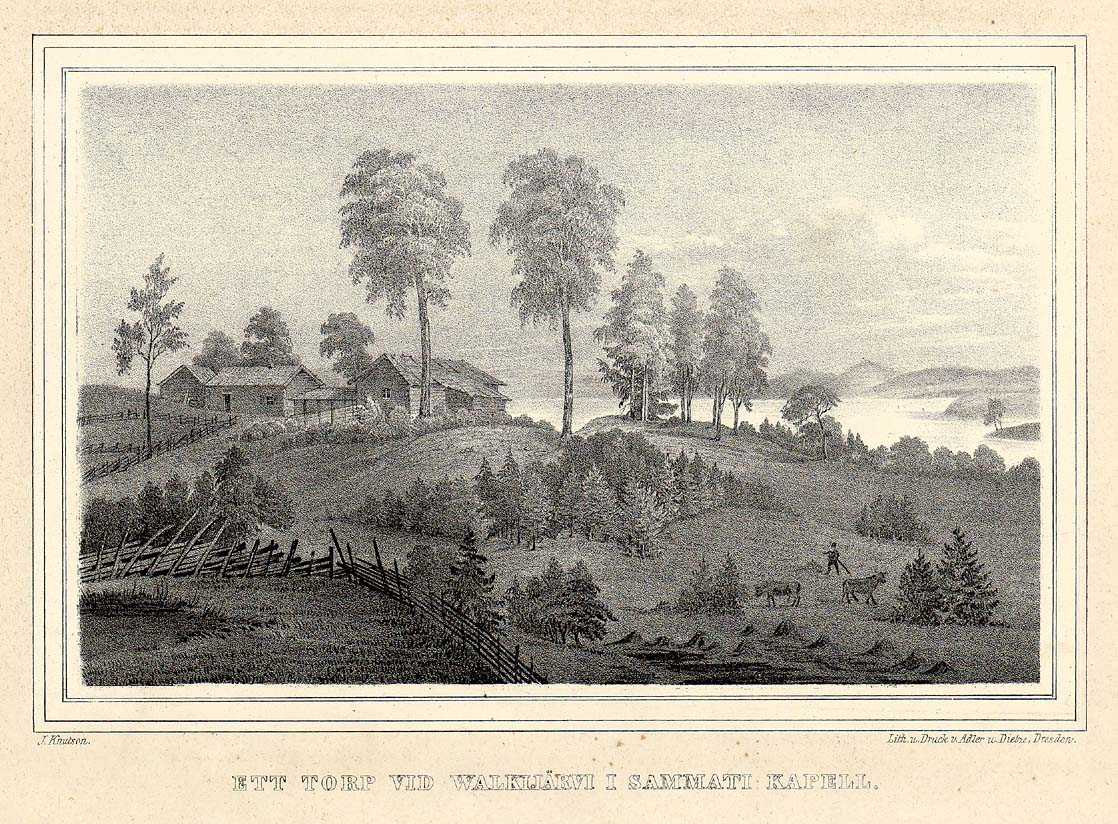
Il paese natale di Lönnrot

Ottavo figlio del sarto svedofono Frederik Juhana Lönnrot imparò a leggere a cinque anni, nonostante le modeste condizioni economiche della famiglia, visto il precoce talento fu mandato a scuola a Ekenäs ,città a maggioranza svedese, dove studiò lo svedese e il latino. Dal 1822 studiò medicina presso l'Accademia di Turku (Åbo Akademi) e nel 1827 iniziò a lavorare come medico.
Durante gli studi fu influenzato dal risveglio dello spirito nazionale finlandese, all'epoca la Finlandia era un granducato dell'Impero russo nel quale, insieme al russo la lingua ufficiale era quella svedese ma non il finlandese parlato dalla maggioranza della popolazione. Lönnrot e altri intellettuali come Johan Ludvig Runeberg, altro finlandese svedofono, si proposero di trasformare il finlandese in una lingua moderna. Per fare ciò Lönnrot iniziò a raccogliere e trascrivere l'insieme delle leggende e dei miti del paese. Fu incoraggiato da un suo docente, Reinhold von Becker a redigere la sua tesi sui miti Väinämöinen e nel 1828 iniziò a effettuare una serie di viaggi nell'interno della Finlandia per trovare le versioni originarie di saghe e racconti. Negli anni 1829-30 pubblicò una lirica in 4 volumi (Kantele) fortemente influenzata dalla trasmissione orale della mitologia finlandese. Nel 1831 divenne il primo presidente della neo-costituita società letteraria finlandese (Suomalaisen Kirjallisuuden Seura).

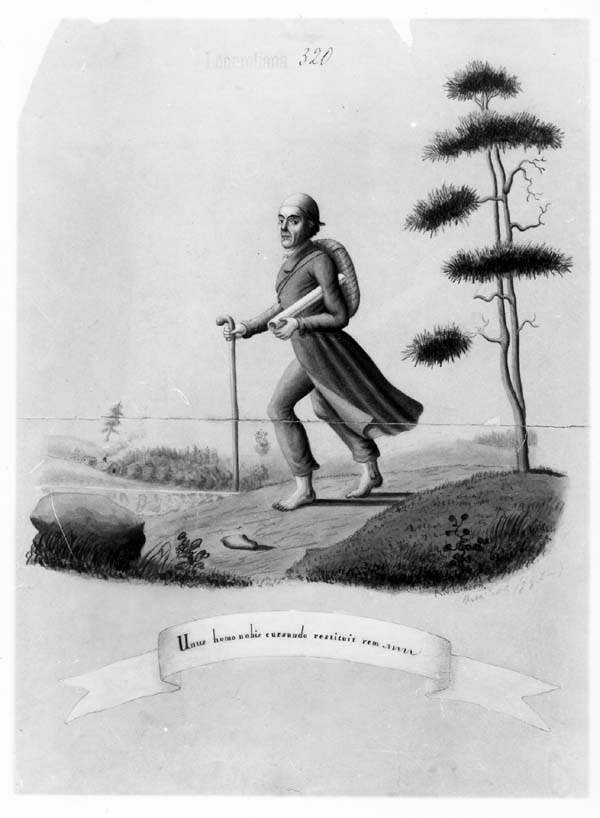
Disegno raffigurante un Lönnrot peregrinante per i villaggi della Finlandia. In basso la scritta: Unus homo nobis currendo restituit rem (Un solo uomo ci ha restituito una nazione camminando).

Nel 1833 ottenne un posto come medico distrettuale nella località di Kajaani, nel nord del paese, vi rimase praticando l'attività di medico, fino al 1853. La regione aveva subito una serie di raccolti scarsi e la popolazione aveva problemi alimentari, in alcune lettere ufficiali Lönnrot chiese l'invio di derrate alimentari al posto dei medicinali. Nel 1839 pubblicò Suomalaisen Talonpojan Kotilääkäri ("Il medico di famiglia del contadino finlandese") con dettagliate descrizioni della vita rurale dell'epoca.
In gioventù era un forte bevitore ma in seguito fondò, senza molto seguito, la società finlandese per l'astinenza Selveys-Seura. Nel 1849 sposò Maria Pipponius e nel 1853 divenne professore di lingua e letteratura finlandese presso l'Università di Helsinki.

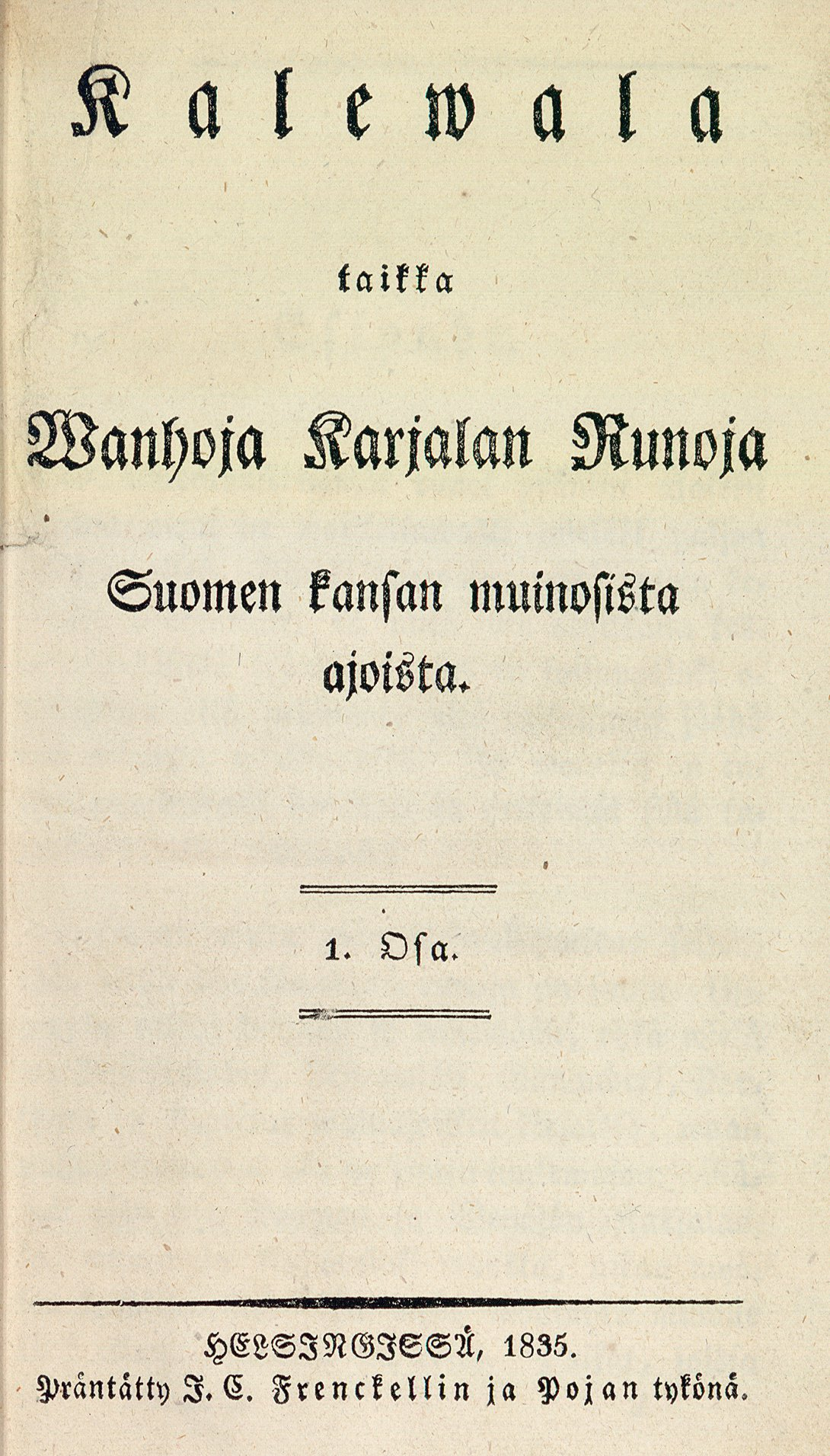
Prima stampa del Vanha Kalevala (1835)

Nel corso della sua carriera come medico fece numerosi viaggi in Finlandia, Lapponia, Carelia ed Estonia sempre alla ricerca di saghe e racconti per integrare la sua raccolta, raccolse le sue impressioni in una serie di diari di viaggio (Vaeltaja). Soprattutto nella Carelia orientale, oltre i confini del granducato, rinvenne molte saghe dell'epoca precedente alla conversione al Cristianesimo, si propose di raccoglierle e di scrivere una raccolta epica che potesse competere con l'Iliade di Omero.
Il 28 febbraio 1835 fu pubblicata la prima versione del Kalevala (il cosiddetto Vanha Kalevala, antico Kalevala); ancora oggi in questa data viene festeggiato in Finlandia il giorno del Kalevala. Dopo ulteriori approfondimenti e ampliamenti venne pubblicata nel 1849 la versione definitiva del poema, il cosiddetto Uusi Kalevala o nuovo Kalevala.
Nel 1840 pubblicò i Kanteletar, una raccolta di canti popolari tradizionali finlandesi ma soprattutto careliani cantati con accompagnamento del Kantele. Il 1842 fu pubblicato il Sananlaskuja, una raccolta di proverbi finlandesi e nel 1844 Suomen Kansan Arvoituksia, una raccolta di vecchi indovinelli.
Pubblicò anche diversi saggi sulla lingua ugro-finnica.
Trascorse gli ultimi anni lavorando sul dizionario finnico-svedese che venne pubblicato dal 1866 al 1880.
Come botanico si occupò delle flora tipica, pubblicò Flora Fennica: Suomen Kasvisto (1860), una guida alla flora del paese che fu una delle prime pubblicazioni scientifiche di grande popolarità e ottenne grande diffusione sia in lingua finlandese sia in svedese.
In epoca recente il Kalevala subì critiche per un presunto eccesso di taglio "romantico", mentre il Kalevala antico è considerato una trascrizione abbastanza fedele dei miti tradizionali nella versione successiva vi furono aggiunte e rielaborazioni per mano di Lönnrot.
Dopo la traduzione della Bibbia ad opera di Mikael Agricola resta in ogni caso l'opera che più ha influenzato lo sviluppo della lingua finlandese e ancora oggi nelle scuole viene data grande importanza allo studio del Kalevala.